# Lampe fluorescente
Pour les articles homonymes, voir CFL.
Vous pouvez aider à l'améliorer ou bien discuter des problèmes sur sa page de discussion.
- Il ne cite pas suffisamment ses sources. Vous pouvez indiquer les passages à sourcer avec {{référence nécessaire}} ou {{Référence souhaitée}}, et inclure les références utiles en les liant aux notes de bas de page. (Marqué depuis mai 2011)
- Il contient une ou plusieurs listes. Le texte gagnerait à être rédigé sous la forme d’un ou plusieurs paragraphes synthétiques, afin d’être plus agréable à lire. (Marqué depuis avril 2017)

- Archive Wikiwix
- Bing
- Cairn
- DuckDuckGo
- E. Universalis
- Gallica
- Google
- G. Books
- G. News
- G. Scholar
- Persée
- Qwant
- (zh) Baidu
- (ru) Yandex
- (wd) trouver des œuvres sur Wikidata

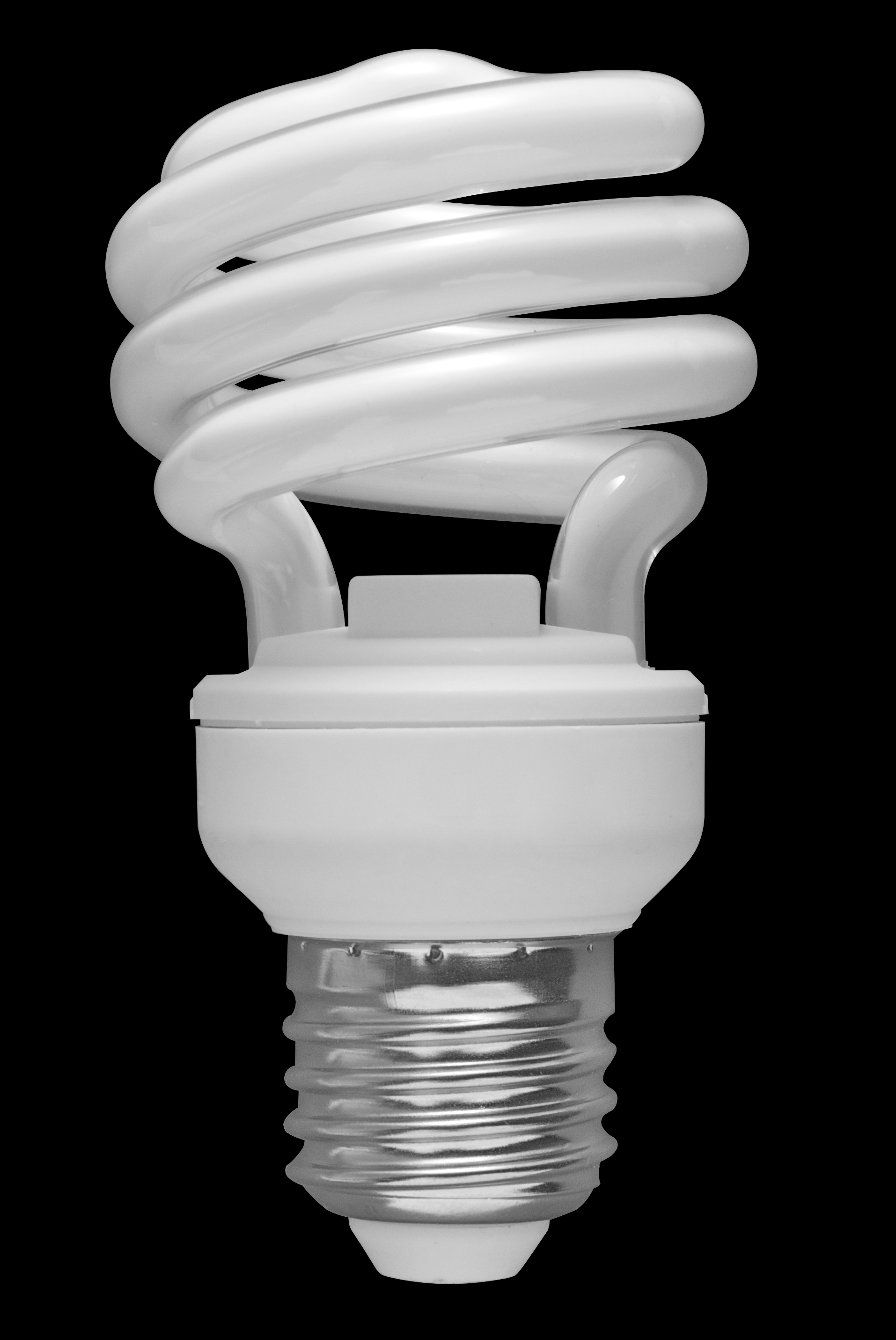
Lampe fluo-compacte.

La lampe fluorescente, appelée également lampe fluorescente compacte (LFC) ou plus simplement lampe fluo-compacte (en anglais, compact fluorescent lamp ou CFL), est une adaptation du tube industriel à un usage domestique. C'est un tube fluorescent émettant de la lumière, dont le tube est miniaturisé, plié en deux, trois ou quatre, ou encore enroulé, doté d'un culot contenant un ballast électronique pour les lampes fluocompactes récentes, ou un ballast ferromagnétique pour les anciennes lampes fluocompactes.
Elles ont les mêmes avantages et inconvénients que les tubes fluorescents linéaires, à la différence près que le tube n'est pas interchangeable.
Elles tendent à être supplantées par les lampes électroluminescentes qui ont un meilleur rendement et sont mieux adaptées aux allumages et extinctions fréquents.

## Historique

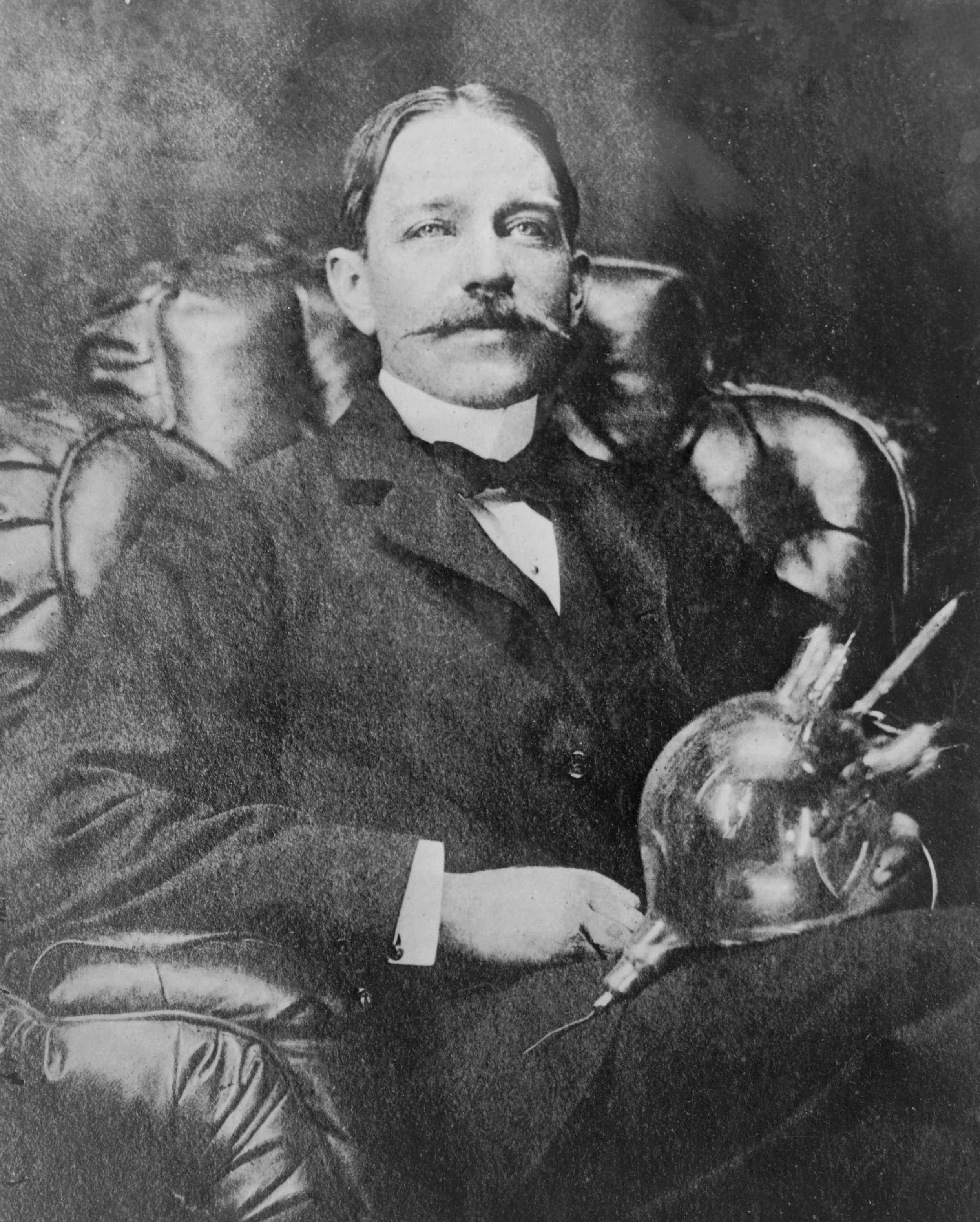
Peter Cooper Hewitt avec l'ancêtre de la lampe fluorescente.

L'ancêtre de la lampe fluorescente est la lampe à vapeur de mercure basse pression inventée en 1901 par l'ingénieur américain Peter Cooper Hewitt. Restituant une lumière bleue verdâtre et émettant des rayons UV néfastes pour la peau, elle est alors utilisée pour des studios photographiques et pour l'industrie.
Edmund Germer (en), Friedrich Meyer et Hans Spanner brevettent une lampe à haute pression de mercure en 1926. Pour corriger la couleur de la lumière, ils déposent une couche de substance fluorescente sur la face interne de l'ampoule.

Lampes fluocompactes modernes.
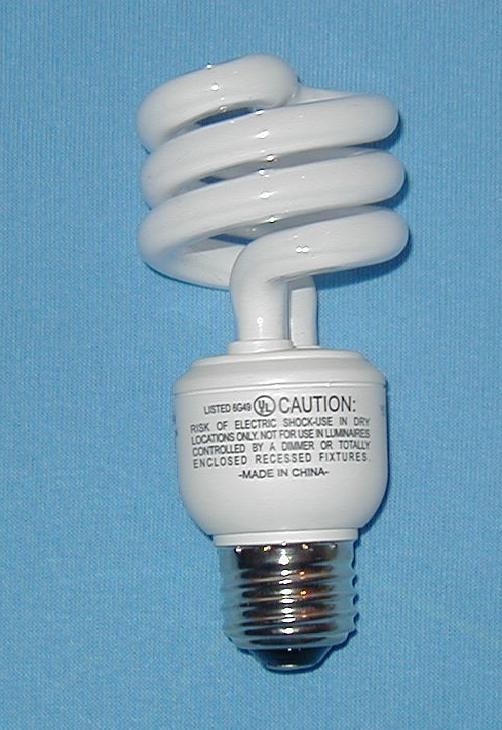
En forme torsadée.
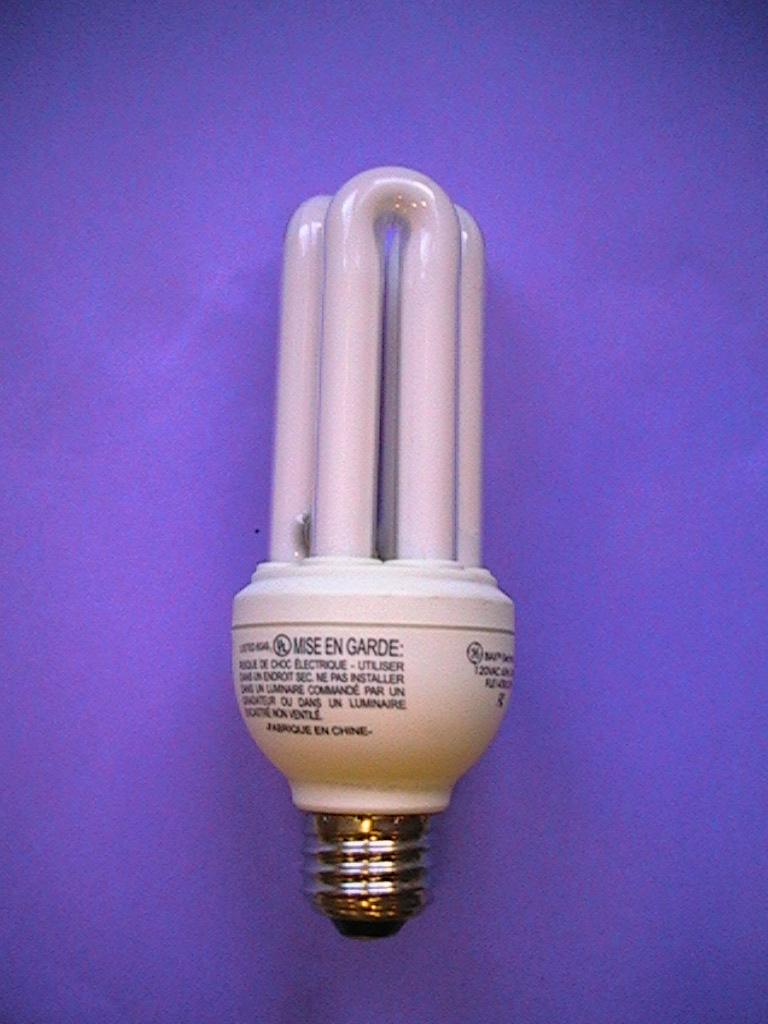
En forme de bâton.
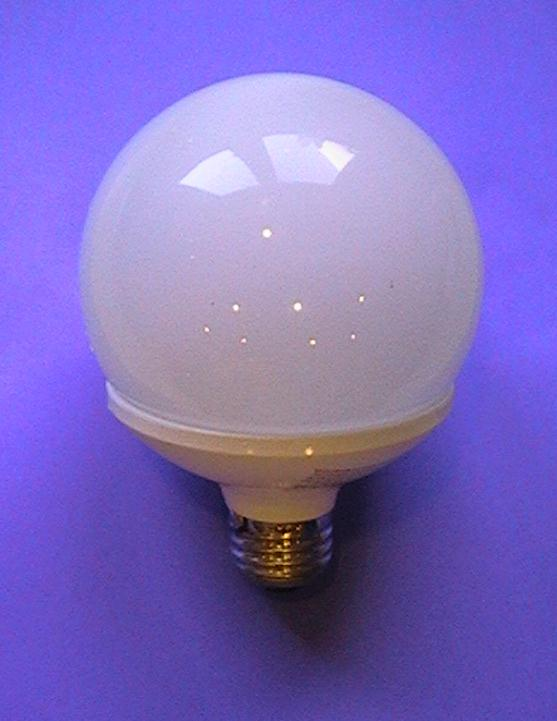
Sous forme couverte.

## Fonctionnement
La lampe fluorescente compacte est, comme les tubes fluorescents, un cas particulier de la lampe à décharge et fonctionne donc sur le même principe.
Une électrode éjecte des électrons, qui excitent le mercure de l'ampoule. Celui-ci se désexcite en générant des rayons ultraviolets, qui excitent en retour la couche fluorescente à la surface de l'ampoule. Celle-ci est constituée d'un mélange de trois luminophores contenant des terres rares et émettant de la lumière selon les trois couleurs fondamentales, rouge, vert et bleu. Ces trois types de luminophores contiennent un "phosphore", et correspondent aux points colorés des anciens tubes cathodiques. On a donc simplement réutilisé la technologie de l'époque. C'est le mélange de ces trois couleurs en partie égale qui donne l'impression que la lampe émet de la lumière blanche.
Le démarrage s'effectue au moyen d'un starter qui fait passer un courant à travers les électrodes pour chauffer celles-ci. Une fois la bonne température atteinte, une décharge électrique à travers la vapeur de mercure produit une lumière ultraviolette de type C, qui excite les luminophores. cette décharge change la résistance interne du tube, ce qui a pour effet de fortement réduire (pratiquement d'annuler) le courant qui passe à travers le starter. Une fois la décharge amorcée, la température des électrodes se stabilise et la décharge se maintient.

## Intérêts

### Avantages
La lampe à fluorescence présente plusieurs avantages par rapport à la lampe à incandescence :
- un meilleur coefficient de performance : la lampe à incandescence a une efficacité de 14 à 25 lm/W, alors que la lampe fluorescente a une efficacité de l'ordre de 60 à 70 lm/W (ainsi une lampe fluorescente de 11 W produira le même éclairage qu'une lampe à incandescence de 40 à 60 W) ;
- une durée de vie de six à quinze fois plus longue que la lampe à incandescence[3] (soit 6 000 à 15 000 h contre 1 000 h).

Ainsi, bien que le prix d'achat soit supérieur à celui d'une lampe à incandescence, ses performances élevées en font un produit attractif à l'usage dès le premier achat pour le particulier. À l'échelle d'une nation, le bénéfice énergétique est important ;
- l'échauffement étant réduit, les risques de dégâts dus à la chaleur sont réduits proportionnellement (incendie, déformation des luminaires, etc.) ;
- choix de la température de couleur. Toutefois, en France, dans les magasins grand public, seule la température de couleurs de 2700K (blanc chaud) a été proposée.

### Inconvénients
Les inconvénients des lampes fluorescentes sont :
- ces lampes sont polluantes pour l'environnement en cas de rejet non contrôlé ou de casse à cause du mercure qu'elles contiennent. Elles sont considérées comme des déchets dangereux et doivent faire l'objet d'un recyclage spécifique[5] ;
- lors du démarrage, la puissance lumineuse ne croît souvent que très lentement — plusieurs dizaines de secondes pour obtenir 80 % de la puissance finale ;
- ces lampes ne sont pas forcément adaptées à certains contextes d'utilisation où le risque de bris est important (par exemple, les baladeuses) du fait que leur destruction accidentelle pourrait induire un risque pour la santé (température négative, utilisation extérieure) ;
- l'allumage et l'extinction trop souvent répétés de la lampe diminuent la durée de vie de celle-ci[6] ;
- en raison de l'absence quasi généralisée[réf. à confirmer] de circuits correcteurs de facteur de puissance dans la partie redresseur des ballasts électroniques incorporés dans leurs culots, ces lampes absorbent un courant très déformé[7], conduisant à un taux de distorsion harmonique pouvant atteindre 150 %[7] et un facteur de puissance très inférieur à l'unité (de l'ordre de 0,5)[7],[8]. Un facteur de puissance inférieur à 1 implique qu'il y a un courant qui n'est pas synchronisé avec la tension électrique (il n'est donc ni mesuré ni facturé avec des compteurs électriques standards), mais génère quand même des pertes bien réelles dans le réseau de distribution final[9] ;
- coût énergétique de fabrication bien supérieur aux lampes incandescentes à cause du ballast dont elles ont besoin, superflu dans une lampe incandescente ;
- si le ballast est ferromagnétique et non électronique, le flux lumineux clignote continuellement à une fréquence double de celle du courant d'alimentation (donc à 100 Hz pour l'Europe où cette fréquence est de 50 Hz), comme pour les tubes fluorescents droits. Cet inconvénient, particulièrement perceptible en vision périphérique, peut produire une gêne oculaire, pouvant aller chez certains sujets sensibles jusqu'à la migraine ;
- les dimensions (diamètre extérieur et longueur) sont différentes d'un modèle à un autre, mais elles sont généralement plus encombrantes qu'une ampoule à incandescence d'éclairage comparable, ce qui les rend souvent incompatibles avec les luminaires existants conçus pour des ampoules à incandescence ;
- le spectre lumineux n'est pas uniforme. Il est constitué de raies plus ou moins larges et de longueurs d'onde pour lesquelles aucune lumière n'est émise. Par conséquent l’éclairage produit présente un rendu colorimétrique différent de celui de la lumière du jour et de celui des lampes à incandescence.

### Débats autour de la présence de mercure
Le seul moment où un utilisateur peut être en contact avec le mercure contenu dans les lampes est lorsque le verre se casse.
La quantité de mercure présent dans ces lampes est faible et présenterait peu de danger à de telles concentrations. Le fabricant de lampes Osram a effectué un test en cassant une lampe dans une pièce afin de mesurer la concentration de mercure. Cette concentration serait restée largement en dessous des valeurs légales autorisées sur un lieu de travail.
Une étude réalisée par l'Association Santé Environnement France est plus nuancée : cette étude montre que lors du bris d’une ampoule fluo-compacte, du mercure se dégage et ce quelle que soit l’ampoule testée. Une partie du mercure restant un temps contre les parois, celui-ci ne dégaze pas intégralement au moment même du bris mais la quasi-totalité du mercure est dégazée dans l’air de la pièce pendant la première heure suivant le bris. Il faut donc rester très prudent au moment de la récupération des morceaux d’ampoules et suivre un certain nombre de recommandations.
La procédure suivante en cas de bris est proposée par ASEF, complétée par les recommandations d'Osram ainsi que la Commission de la sécurité des consommateurs, :
- bien aérer la pièce en ouvrant la fenêtre et quitter celle-ci pendant quinze minutes avant de procéder au nettoyage. Couper les éventuels systèmes de climatisation, VMC[note 1], etc. qui contribueraient à diffuser les vapeurs de mercure ;
- si la lampe s'est brisée dans un luminaire, s'assurer que le luminaire ne soit plus sous tension pour éviter de s'électrocuter ;
- rassembler tous les morceaux de la lampe, en balayant. Attention à ne pas utiliser d’aspirateur pour nettoyer les débris car cela peut contribuer à répandre le mercure à travers la pièce en plus de contaminer l’aspirateur (si un aspirateur est utilisé, Osram préconise de jeter le sac contaminé de l'aspirateur après l'opération. Voir aussi section Ressources employées et recyclage) ;
- faire attention de ne pas se couper avec un éclat de verre. Procéder au nettoyage des débris et de la zone où a eu lieu le bris, de préférence en utilisant des gants. Utiliser un essuie-tout ou une bande adhésive afin de ramasser les éclats de verre et particules éparpillés ;
- placer tous les débris, essuie-tout compris, dans un contenant hermétique ;
- continuer la ventilation de la pièce pendant plusieurs heures ;
- entreprendre les démarches pour le recyclage de l’ampoule (Osram conseille de jeter les morceaux et la lampe cassée avec les déchets ménagers. Voir section Ressources employées et recyclage).

En France, des chercheurs ont étudié les possibilités de développer des tubes fluorescents sans mercure sur la base d'un plasma de gaz rares afin de diminuer les difficultés de recyclage mais les efficacités lumineuses obtenues restent faibles (de l'ordre des meilleurs halogènes).

### Rayons ultraviolets
Ces lampes émettent, comme le soleil, des UV (quoiqu'en proportion variable selon les modèles, mais généralement de faible intensité, la couche fluorescente de la lampe étant censée les absorber et ne réémettre que de la lumière visible — de spectre discret), responsables de cancers de la peau, kératites, cataractes, voire de DMLA (et ce d'autant plus si l'exposition a commencé dès l'enfance, puisque le cristallin n'a pas encore jauni, l'œil étant alors dépourvu d'un filtre efficace),.
La lumière réémise par la couche phosphorescente contient un spectre bleu de forte intensité, pouvant être dangereux pour la rétine, même en vision périphérique[réf. souhaitée].

### Rayonnement électromagnétique
Ces lampes peuvent également émettre dans d'autres fréquences du spectre électromagnétique, à savoir les ondes radio basses fréquences (50 à 500 Hz, générées par le ballast et 20 à 60 kHz, générées par le correcteur d'intensité), affectant les personnes se déclarant « électrosensibles » et provoquant chez elles céphalées, fatigue ou démangeaisons, etc. (il est à noter que l'effet des ondes sur les personnes dites électrosensibles n'est pas prouvé scientifiquement).
En France, l’Agence française de sécurité sanitaire de l'environnement et du travail (Afsset) préconise de se placer à plus de 30 cm d’une lampe utilisant une ampoule fluorescente (0,001 A/m, contre plus de 1 A/m à 0 cm).
Les résultats obtenus par l’équipe du CRIIREM en 2007 montrent que les ampoules testées ne sont pas légales. En effet, les valeurs obtenues sont supérieures à la limite de 3 V/m préconisée par la directive européenne.
Il faut atteindre un mètre pour retrouver une valeur de 0,2 V/m, correspondant au bruit de fond radiofréquences ambiant. À ce titre, il est déconseillé d’utiliser ces ampoules en tant que lampes de chevet ou de bureau.
De plus, aucun blindage électromagnétique du culot n’a été constaté dans le culot des ampoules expertisées ; or celui-ci permettrait d’abaisser considérablement les valeurs des rayonnements radioélectriques observés.
Des risques importants de compatibilité électromagnétique (CEM) sont à craindre chez les personnes appareillées d’implants ou de prothèses médicales, actifs ou non, car elles peuvent être exposées lors de la mise en service des ampoules à économie d’énergie, de façon instantanée, à des pics de champs électriques de l’ordre de 100 à 300 V/m (certains pacemakers auraient arrêté de fonctionner[réf. souhaitée]).
Cependant, les erreurs méthodologiques des mesures faites en 2007 par le CRIIREM ont été mises en évidence depuis et en 2010, une campagne d'essais avec un protocole rigoureux a été mis en place par l'ADEME et le CSTB à la demande de l'Afsset. Les résultats ont montré que les cent modèles de lampes testés dans l'essai respectaient les normes en vigueur.

## Comparaison des coûts

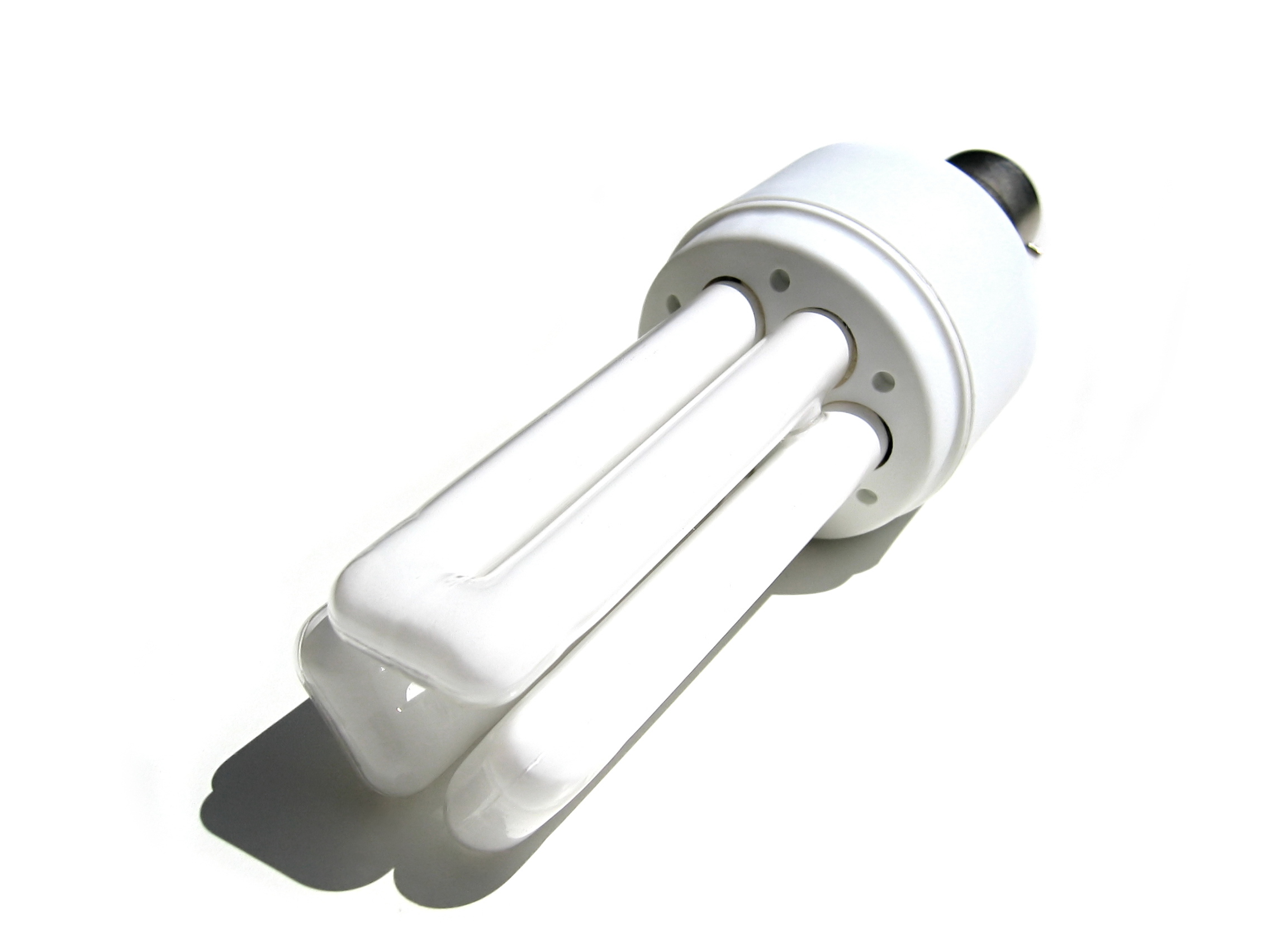
Lampe fluorescente compacte.

EDF estime que les lampes basses consommation reviennent 2,5 fois moins cher que les lampes classiques en fonctionnement. Le retour sur investissement est bien réel ; il varie toutefois selon la performance et la durée de vie plus ou moins longue du modèle considéré.
À ce jour, on ne trouve pas de bilan énergétique complet (tenant compte de la fabrication et du recyclage) des lampes fluocompactes par les fabricants ou dans d'autres éditions touchant l’environnement, l’énergie etc. La fabrication d'une lampe fluocompacte consomme plus d'énergie que la fabrication d'une ampoule incandescente (mais elle dure plus longtemps), sans parler des produits polluants utilisés et donc de son recyclage.

### Tableaux d'équivalence
Le flux lumineux permet de comparer l'efficacité des lampes.
| Puissance d'une lampe à incandescence (W) | Flux lumineux (lm) |
| ----------------------------------------- | ------------------ |
| 40                                        | 432                |
| 60                                        | 741                |
| 75                                        | 970                |
| 100                                       | 1 398              |

(Source : Ademe)[source insuffisante]
En moyenne, les lampes fluorescentes consomment quatre à cinq fois moins d'électricité, pour un flux lumineux équivalent.
| Puissance d'une lampe fluorescente (W) | Puissance d'une lampe classique à incandescence (W) |
| -------------------------------------- | --------------------------------------------------- |
| 9                                      | 40                                                  |
| 11                                     | 50                                                  |
| 13                                     | 60                                                  |
| 15                                     | 70                                                  |
| 20                                     | 90                                                  |
| 27                                     | 120                                                 |

## Évolution et utilisation
Ces lampes sont apparues sur le marché au début des années 1980, proposées par le groupe hollandais Mazda (lumière), (ensuite racheté par Phillips)[réf. nécessaire].
Elles remplacent peu à peu les lampes à incandescence et, dans une moindre mesure, les lampes halogène. Au début des années 2000, les consommateurs sont de plus en plus sensibilisés aux enjeux écologiques et économiques que peut représenter l'utilisation d'éclairages moins énergivores.

### En France
En 2001, 44 % des foyers français utilisent au moins une lampe basse consommation (étude Sofres). En France, l'éclairage domestique représenterait de 0,6 % à 1,2 % de la consommation totale d'énergie du pays en 2006.
Dans le cadre des engagements du Grenelle Environnement, une convention a été signée entre le ministère du Développement durable et différents acteurs de la grande distribution et du bricolage pour le retrait de la vente des ampoules à incandescence et la promotion des lampes basse consommation, traduisant ainsi la réglementation européenne.
- 30 juin 2009 : retrait des ampoules à incandescence ≥ 100 W
- 31 décembre 2009 : retrait des ampoules à incandescence ≥ 75 W
- 30 juin 2010 : retrait des ampoules à incandescence ≥ 60 W
- 31 août 2011 : retrait des ampoules à incandescence ≥ 40 W
- 31 décembre 2012 : retrait des ampoules à incandescence ≥ 25 W

Selon un sondage réalisée à la mi-juin 2009 par Canal Énergie, un portail d'information dédié aux économies d'énergie pour la marque française d'ampoules basse consommation Lucibel, cette enquête révèle que 90 % des citoyens ont déjà sauté le pas, la majorité étant même satisfaits de leur premier achat. Mais le fait que les consommateurs semblent plutôt positifs en apparence n'empêche pas les critiques de fuser sur la qualité des produits disponibles sur le marché. En effet, quelque 72 % des personnes sondées réclament une baisse des prix, 60 % souhaitent un allumage plus rapide, 44 % une lumière plus agréable et moins blafarde, 39 % une plus grande variété de formes et 23 % un emballage moins polluant. Nuançant ces critiques, Christophe Bennehard, PDG de Lucibel, estime « qu'elles portent sur les premières générations de lampes basse consommation. Ces derniers temps, la recherche a permis de limiter ces défauts ».[réf. nécessaire]
Depuis, diverses réglementations visant à interdire progressivement la vente de lampe fluorescentes en Europe ont été adoptées,. En France, les ampoules fluocompactes ont disparu des rayons des magasins vers 2019 au profit des ampoules à LED.

## Diversité des caractéristiques

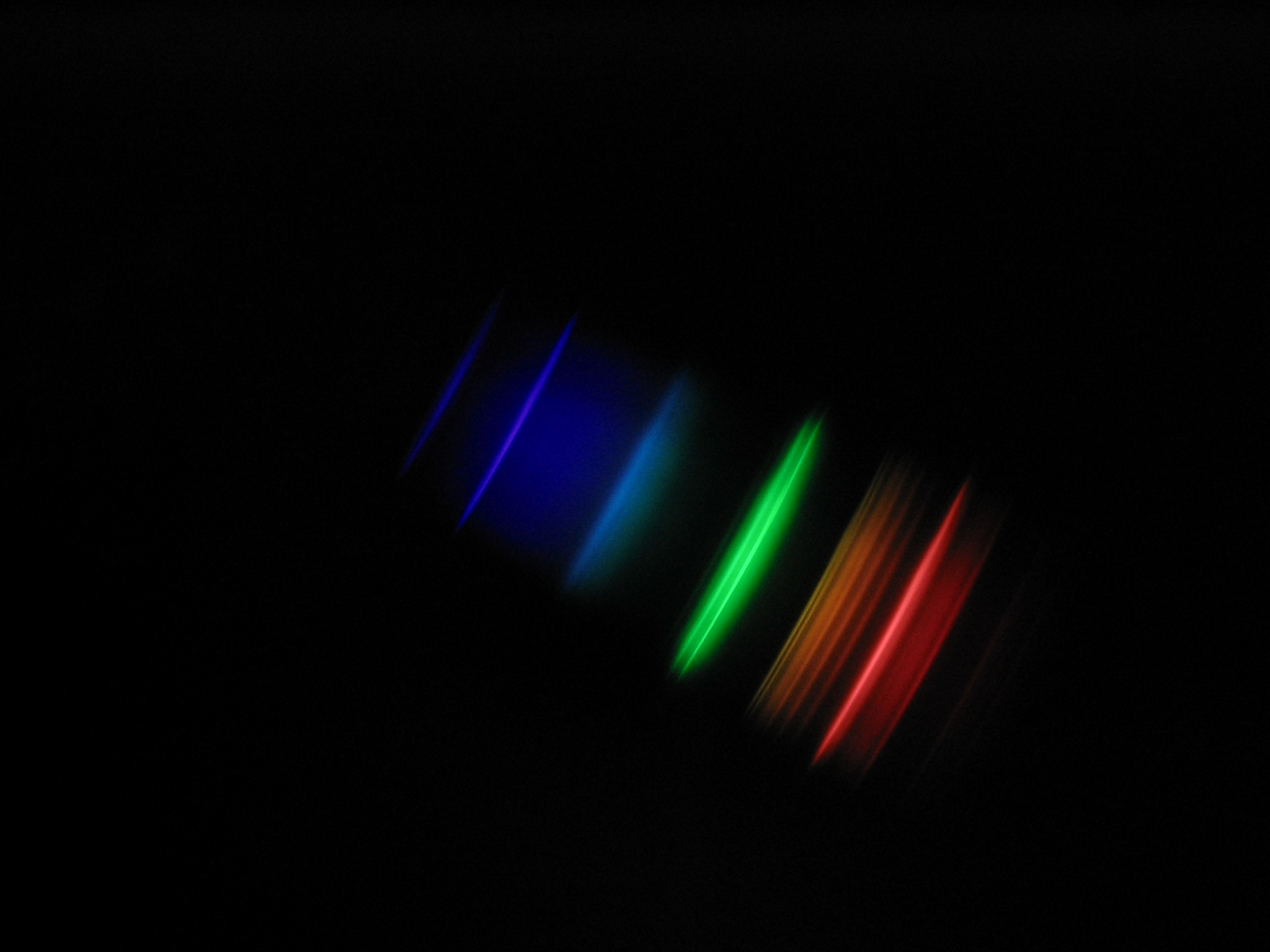
Spectre d'une lampe Narva-Tronic 20 W Colour 860.

Une lampe d'éclairage est caractérisée par le flux de lumière, le rendement lumineux, le rendu des couleurs (IRC), la température de couleur, la durée de vie, le prix, la forme et la taille, le nombre de cycles marche/arrêt et son impact environnemental.
La famille des lampes fluorescentes est hétéroclite. Les caractéristiques varient de manière importante d'un modèle à l'autre, chaque modèle optimisant telle ou telle caractéristique.
Il n'y a donc pas de valeur standard ou de référence pour ce type de lampe. Par exemple, la durée de vie est de 5 000 heures pour un modèle simple à plus de 20 000 heures pour un modèle sophistiqué. Le rendement lumineux est également variable (du simple au double). La durée de vie dépend également fortement du type d'utilisation (éclairage continu ou intermittent).
Il n'existe pas de norme permettant de comparer objectivement les caractéristiques utiles de deux ampoules de cette technologie. Il existe des différences de prix très importantes entre des modèles de même puissance.
Certains modèles ont un éclairage d'intensité importante dès leur mise sous tension. Certains ont un délai parfois important (supérieur à la seconde) lors des allumages à froid. Certains sont compatibles avec les variateurs, d'autres pas. Toutes ces caractéristiques qui ont un impact très important sur l'utilisation au quotidien ne sont pas clairement affichées par le fabricant pour le consommateur.

## Fin de vie
Parfois, en fin de vie, le plastique à proximité des bouts du tube fond en émettant une odeur de plastique brûlé. Au cours de la vie de l'ampoule, les électrodes, à force de migrer des électrons pour maintenir l'arc, s'amincissent, augmentant du coup l'effet de résistance et deviennent de plus en plus chaudes. De plus, l'arc se maintient de moins en moins bien. À un moment donné, le plastique fond et souvent la lampe s'éteint pour ne plus se rallumer. Généralement sur ballast électronique, la lampe s'éteint et ne se rallume plus ou s'allume en orange aux électrodes lorsque le starter est cassé. Mais sur ballast ferromagnétique, l'ampoule peut également s'allumer en orange aux électrodes si le starter est cassé, mais le plus souvent, la lampe clignotera car les électrodes n'émettrons plus assez d'électrons pour maintenir un flux lumineux stable.

### Environnement
La lampe usagée ne doit pas être jetée aux ordures ménagères, car elle contient plusieurs substances polluantes :
- du mercure : la directive RoHS de l'Union européenne autorise un maximum de 5 mg par lampe fluocompacte, la moyenne étant de 4 mg, mais les lampes de qualité peuvent en contenir beaucoup moins (1,5 mg)[24] et la tendance est à la réduction de la quantité de ce métal, les industriels travaillant à la modification de la formulation des substances fluorescentes, de façon à les rendre recyclables et moins polluantes[25]. Les tubes contiennent quant à eux entre 7 et 15 mg de mercure ;
- des composants électroniques ;
- du plomb dans le verre ainsi que des dépôts dus à la transformation du gaz fluorescent.

L'agence de protection de l'environnement des États-Unis (EPA) estime que 800 millions de lampes fluorescentes sont jetées chaque année, ce qui provoquerait la contamination au mercure de 81 000 km2 d'eau[réf. nécessaire].

### Ressources employées et recyclage
Les lampes fluorescentes compactes contiennent plusieurs terres rares dont le recyclage devrait être développé : terbium, yttrium, europium, gadolinium, lanthane, cérium.
En fin de vie, ces lampes sont des déchets classés comme dangereux, par le mercure qu'elles contiennent, et doivent faire l’objet d’une collecte sélective et d’un traitement dans des filières appropriées. Elles ne doivent pas être mises avec le reste des déchets ménagers. N'étant pas recyclés, les quelques milligrammes de mercure contenus par chacune d'elles se retrouvent dans la nature. Le polluant se diffuse alors dans l’air, passe dans le sol et peut même contaminer les nappes phréatiques. (Pour cette même raison, on ne jette plus les thermomètres à la poubelle).
Le recyclage de ces lampes dans un circuit spécialisé est indispensable pour limiter l'impact sur l'environnement. Présentement, les tubes fluorescents constituent la majeure partie de l’ensemble de ce type d’éclairage. Les édifices privés et publics utilisant cet éclairage doivent payer pour l'élimination appropriée de leurs tubes.
Pour le grand public, le revendeur doit reprendre les lampes usagées. Des services de récupération sont disponibles dans tous les magasins de bricolage et dans la plupart des grandes surfaces. L'intégralité des lampes sont marquées par le symbole d'une « poubelle barrée », contribuant à l'information du grand public.
En France, Récylum, une société anonyme à but non lucratif créée en mai 2005, soumise à l’agrément et au contrôle des pouvoirs publics, intervient sur l’élimination des déchets issus de ces équipements. En 2012, à la suite de l'établissement de quotas chinois à l'exportation de terres rares, qui menacent la fourniture d'industries de haute technologie en Europe ou Amérique, des entreprises se présentant comme issues du domaine des (éco-)technologies ou ayant besoin de scandium, d'yttrium et des terres rares du groupe des lanthanides, ont incité des industriels à ouvrir des unités de recyclage, dont en France avec Recylum afin de récupérer dans les lampes fluocompactes en fin de vie notamment du lanthane, du cérium, et surtout de l'yttrium, de l'europium, du terbium et du gadolinium aujourd'hui précieux. Pour cela, Rhodia a ouvert en 2011 une unité de récupération de poudre blanche de lampes à Saint-Fons, ainsi qu'une unité de récupération/retraitement à La Rochelle mais la diminution de la demande en terres rares et le remplacement des lampes fluocompactes par des lampes électroluminescentes ont fait chuter les prix et les ateliers de recyclages des terres rares ont fermés en 2016 .
Le mercure des lampes fluocompactes n’est pas recyclé. Lors du processus de recyclage de ces ampoules, ce métal toxique est isolé puis stabilisé et solidifié. Il est ensuite envoyé dans une ISDD (installation de stockage de déchets dangereux).

## Controverses
Dans son livre Lampes toxiques : des croyances à la réalité scientifique paru en 2016, qui synthétise l'état des connaissances scientifiques sur les effets sanitaires et environnementaux des lampes basses consommation, Sébastien Point rappelle que les intensités des champs radiofréquence et ultraviolet émis par les lampes fluocompactes en fonctionnement, et la quantité de mercure libérée dans l'air en cas de bris, sont trop faibles pour représenter un risque pour la population générale. Il dénonce certains discours qu'il considère « trop alarmistes » et souligne que la conception et la promotion des lampes fluocompactes et des LED est « un enjeu majeur pour répondre aux besoins en éclairage des 8 milliards d’êtres humains que comptera la planète en 2025 ».